# Cayo Lovango
El Cayo Lovango (en inglés: Lovango Cay) es una isla que forma parte del territorio de las Islas Vírgenes de los Estados Unidos.
Accesible solamente por bote, el lado norte del cayo cuenta con una bahía hermosa y pequeña. Con otro cayo al norte, el agua aquí tiende a mantener la calma y ofrece  un buceo muy bueno. Entre otras cosas, los tiburones a menudo se encuentran descansando aquí durante el día.